# Pachystylis rotundata
Pachystylis rotundata är en kräftdjursart som beskrevs av Hansen 1895. Pachystylis rotundata ingår i släktet Pachystylis och familjen Diastylidae. Inga underarter finns listade i Catalogue of Life.